# Innervatie
Innervatie (werkwoord: innerveren) is de voorziening van een weefsel in een lichaam met zenuwen. Een zenuw innerveert een weefsel als uiteinden van deze zenuw zich in dat weefsel bevinden en zenuwimpulsen van of naar het weefsel kunnen overbrengen. Alle organen worden vanuit het centrale zenuwstelsel geïnnerveerd.